# Mary Hoare
Mary Hoare (Bath, krštena 4. rujna 1744. – London, 15. siječnja 1820.) bila je engleska likovna umjetnica poznata po crtanju. Koristila je razne materijale, uključujući olovku i tintu, pastele i akvarele.

## Životopis
Mary Hoare bila je dio umjetničke obitelji. Njezin otac William Hoare (oko 1706. – 1792.) bio je jedan od 36 umjetnika koje je kralj Đuro III. nominirao za izvorne članove kad je osnovana Royal Academy of Arts. Njezin talent za crtanje očitovao se u ranoj dobi, i on ju je vodio u njegovom razvoju.
Njezina sposobnost javno je prepoznata 1760. kada joj je Society of Arts dodijelilo njihovu nagradu za najbolji crtež gospođe umjetnice mlađe od šesnaest godina. Dalje je izlagala do 1764., a zatim sljedeće godine ona se vjenčala. Imala je jedno dijete, sina, ali nažalost on je umro u djetinjstvu. Ona je nastavila crtati, ali to nije više radila profesionalno. Nakon što su ona i njezina sestra Anne umrle u uzastopne godine, njihov brat Prince (također umjetnik) organizirao je da njih dvoje budu zajedno pokopani.

## Djela
Značajan broj djela Mary Hoare nalazi se u zbirkama sljedećih institucija:
- National Trust, u svom muzeju Stourhead u Engleskoj (23 djela)[7]
- Yale Center for British Art u New Havenu (14 djela)[8]